# BTR-152
BTR-152 (ros. БТР-152) – kołowy transporter opancerzony konstrukcji radzieckiej z okresu po II wojnie światowej.

## Historia
Prace nad projektem pojazdu rozpoczęto w 1946 w zakładach ZiS, pod oznaczeniem fabrycznym ZiS-152. Prowadził je zespół konstrukcyjny pod kierunkiem głównego konstruktora zakładów inż. B. M. Fittermana. Wykorzystano podzespoły nowo skonstruowanego terenowego samochodu ciężarowego ZiS-151, produkowanego w latach 1947–1957. W maju 1947 zbudowano dwa pierwsze prototypy. Potem zbudowano trzy serie eksperymentalne. Badania zakończono w grudniu 1949, a 24 marca 1950 pojazd został przyjęty do uzbrojenia Armii Radzieckiej pod oznaczeniem BTR-152 (skrót od bronietransportior – transporter opancerzony). Produkcja seryjna rozpoczęła się w lipcu 1950.
Transporter BTR-152 miał napęd na wszystkie koła – układ napędowy 6x6, z pojedynczymi kołami (zastosowane większych pojedynczych kół, zapewniających lepsze własności terenowe, zamiast tylnych kół bliźniaczych, było najistotniejszą modyfikacją w stosunku do ciężarówki ZiS-151). Ogólny schemat konstrukcyjny był typowy dla samochodów ciężarowych, z silnikiem z przodu umieszczonym pod długą maską oraz z osią kierowaną z przodu i dwoma pozostałymi osiami blisko siebie z tyłu. Za silnikiem znajdował się przedział kierowania, nakryty krótkim dachem pancernym, a za nim odkryty przedział transportowy (w późniejszych wersjach był on zakryty). Samonośne nadwozie było spawane z płyt pancernych. Transporter miał drzwi po obu bokach przedziału kierowania oraz podwójne drzwi dla desantu w tylnej płycie. Chłodnica silnika, umieszczona z przodu, była osłonięta poziomą żaluzją pancerną, otwieraną zdalnie. Przed kierowcą i dowódcą znajdowały się okna, zakrywane pancernymi klapami z przyrządami obserwacyjnymi ze szkła pancernego tripleks. Transporter w wersji podstawowej mógł przewozić 17 żołnierzy (dwie drużyny), oprócz kierowcy i dowódcy. Część wyposażona była w radiostacje 10RT-12.
Nadwozie miało korzystne dla zwiększenia możliwości rykoszetowania pocisków nachylenie płyt i zabezpieczało przed pociskami karabinowymi i odłamkami, a z przodu – przed przeciwpancernymi pociskami karabinowymi i zwykłymi pociskami kalibru 12,7 mm z każdej odległości. Grubość pancerza BTR-152 wynosiła 13 mm z przodu, 10 mm po bokach, 8 mm z tyłu i 6 mm z góry i dołu. Od modelu BTR-152W zmodyfikowano grubość opancerzenia: 14 mm przód, 11 mm boki w górnej części i 9 mm w dolnej, 9 mm tył, 8 mm dach przedziału kierowania, 5 mm maska silnika i 4 mm dno.
Uzbrojenie stanowił tylko jeden karabin maszynowy SG-43 (później SGMB)z 1250 nabojami, mocowany nad przedziałem kierowania. Jego obsługa pozostawała odsłonięta podczas prowadzenia ognia. Karabin maszynowy można było zamocować także na uchwytach po bokach i z tyłu przedziału transportowego. Uzbrojenie mógł uzupełniać ręczny karabin maszynowy DPM desantu oraz broń strzelecka.

## Wersje produkcyjne
- BTR-152 – podstawowa wersja z odkrytym przedziałem bojowym, uzbrojona w 1 karabin maszynowy SG-43 kal. 7,62 mm.
- BTR-152A – wersja przeciwlotnicza i wsparcia ogniowego wyposażona w stanowisko ZTPU-2 z dwoma sprzężonymi wkm-ami KPW kalibru 14,5 mm w odkrytym przedziale bojowym. Kąt podniesienia uzbrojenia wynosił od -5° do +89°, obrót wieży ręczny, zapas nabojów 1200. Załoga składała się z kierowcy, trzech żołnierzy obsługi i 6 żołnierzy desantu. Masa bojowa – 8600 kg. Produkowana w latach 1952–1955 (719 sztuk)[1]
- BTR-152B – ruchomy punkt dowodzenia artylerii z zakrytym podwyższonym przedziałem bojowym z 1953 roku, nie produkowany seryjnie[1].
- BTR-152W (БТР-152В) – ulepszona wersja transportera produkowana seryjnie od października 1955. Wyposażona w system regulacji ciśnienia w ogumieniu (pozwalający pokonywać trudny teren i minimalizować skutki przestrzelenia opon) i wyciągarkę. Pierwsze serie posiadały zewnętrzne przewody systemu centralnego pompowania kół, wersja późniejsza BTR-152W1 produkowana od 1958 roku miała koła o nowej konstrukcji z przewodami systemu centralnego pompowania kół wewnątrz felg i szereg podzespołów zunifikowanych z nową ciężarówką ZiŁ-157. Uzbrojona w karabin maszynowy SGMB kal. 7,62 mm.
- BTR-152Je (БТР-152Е) – wersja przeciwlotnicza BTR-152A oparta na nowym podwoziu BTR-152W (uzbrojona w 2 sprzężone wkm-y KPWT kal. 14,5 mm), produkowana w latach 1955–1957 (160 sztuk)[1]
- BTR-152K – wersja z zakrytym przedziałem bojowym i systemem centralnej regulacji ciśnienia w ogumieniu, produkowana od 1957 roku. Wyposażona w urządzenia filtro-wentylacyjne i opcjonalnie w noktowizyjne przyrządy obserwacyjne kierowcy TWN-2. Desant zmniejszony do 13 osób. W dachu przedziału bojowego był długi podłużny luk, przykrywany trzema klapami. Uzbrojenie stanowił karabin maszynowy SGMB lub PKT mocowany w uchwycie na zewnątrz (część pojazdów była nieuzbrojona). Od 1959 roku produkowano wersję BTR-152K1 z systemem centralnego pompowania kół wewnątrz felg (jak BTR-152W1)[1]
- BTR-152S – wóz dowodzenia i łączności z podwyższonym, zakrytym od góry kadłubem (wysokość 2820 mm), wyposażony w radiostację R118. Produkowany w latach 1955–1959 (272 sztuki)[1]. Późniejsza wersja S1 wyposażona w system centralnego pompowania kół wewnątrz felg.
- BTR-152I – wóz dowodzenia i rozpoznania z podwyższonym, zakrytym od góry kadłubem, z dwoma pancernymi oknami na każdym z boków[1].
- BTR-152E1, Ju1, T1 (БТР-152Э1, Ю1, Т1) – wersje eksportowe BTR-152W1, dla krajów Bliskiego Wschodu i tropikalnych[1]
- BTR-152D – nie produkowana seryjnie wersja przeciwlotnicza wyposażona w stanowisko ZTPU-4 z czterema sprzężonymi wkm-ami KPW kalibru 14,5 mm, powstała w 1952 roku, nie dopracowana[1]
- BTR-152 – modyfikacja przeciwlotnicza z zamontowanymi w tylnej części przedziału bojowego czterema sprzężonymi wkm-ami DSzKM kalibru 12,7 mm (czeski system przeciwlotniczy KLAD). Używana przez Egipt i Afganistan[1].
- BTR-152 – modyfikacja przeciwlotnicza używana przez oddziały OWP walczące z armią izraelską w 1982 roku. Uzbrojona w podwójnie sprzężone działko ZU-23-2 kalibru 23 mm ustawione w przebudowanym przedziale transportowym. Pojazdy tej wersji miały przebudowane ściany tylnej części pojazdu.
- BTR-152 – modyfikacja przeciwlotnicza używana w Jemenie[1] i Sudanie[2], uzbrojona w amerykański zestaw przeciwlotniczy z sześciolufowym działkiem M167A1 Vulcan kalibru 20 mm
- Type 56 – chińska wersja licencyjna

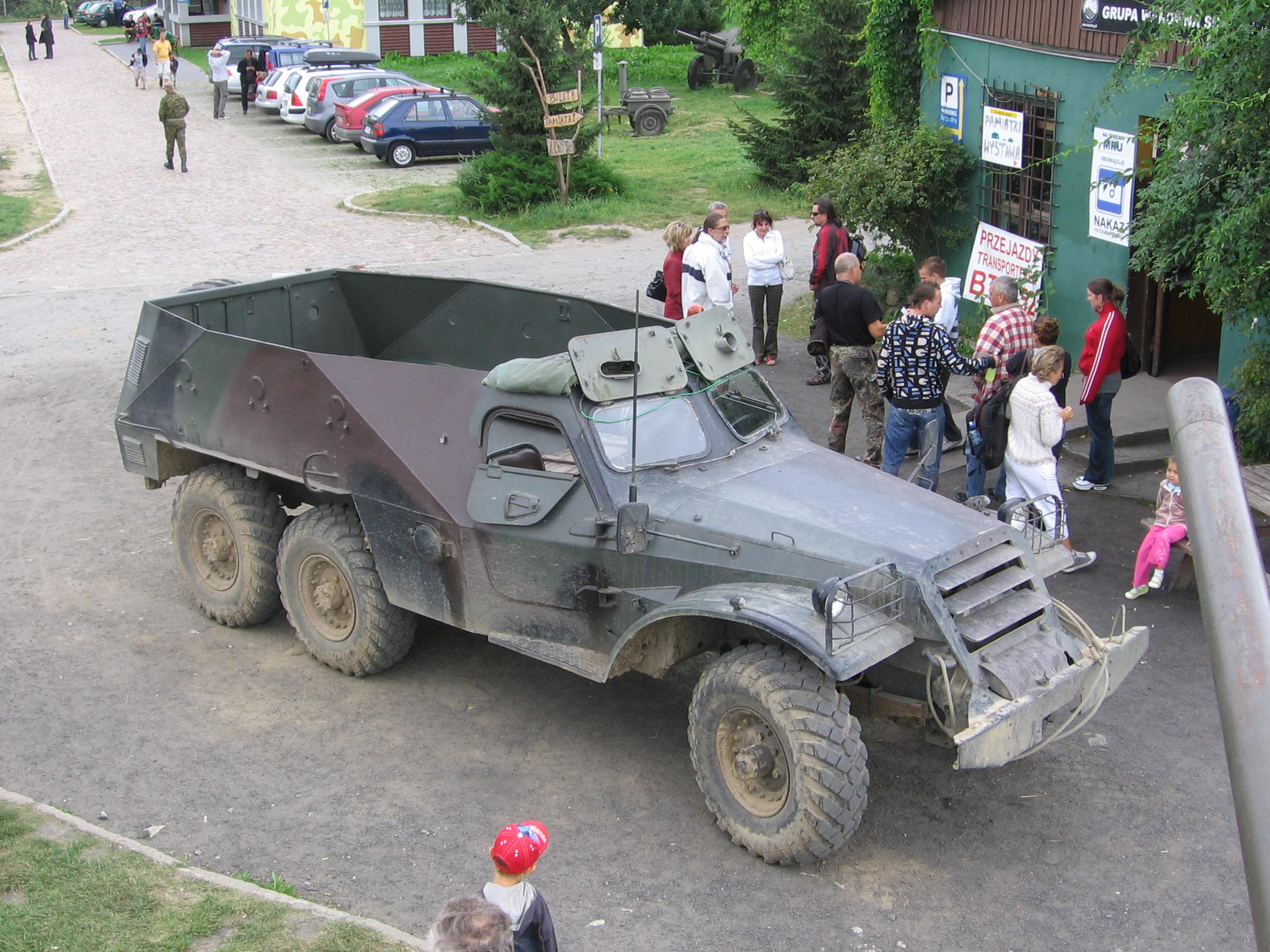
BTR-152

## Służba
Nowe transportery weszły na wyposażenie radzieckiej piechoty zmechanizowanej w 1950. Publicznie zostały pokazane na defiladzie w Moskwie w 1951. Były podstawowym sprzętem tego typu w latach 50. i 60. XX wieku. Bojowo Armia Radziecka użyła ich na Węgrzech w 1956, a także w Czechosłowacji w 1968. Transportery BTR-152 znalazły się także w uzbrojeniu państw-członków Układu Warszawskiego, w tym Ludowego Wojska Polskiego. Posiadały je także armie państw arabskich i afrykańskich, Chińskiej Republiki Ludowej, Korei Północnej, Wietnamu i Kuby. Były masowo używane w różnych konfliktach lokalnych.
Ogółem do 1963 roku wyprodukowano 12 421 transporterów BTR-152 wszystkich modyfikacji.

## Egzemplarze muzealne
- Muzeum Fortyfikacji i Nietoperzy w Pniewie – dwa egzemplarze sprawne techniczne z wymienionymi silnikami. Możliwość przejażdżki pojazdami dla odwiedzających muzeum[3].
- Muzeum Techniki Wojskowej w Zabrzu – pojazd sprawny technicznie
- Muzeum Wojsk Lądowych w Bydgoszczy
- Lubuskie Muzeum Wojskowe w Drzonowie – pojazd sprawny technicznie
- Skansen Uzbrojenia Wojska Polskiego w Jeleniej Górze
- Muzeum Oręża Polskiego w Kołobrzegu
- Muzeum Broni Pancernej w Poznaniu – oddział Muzeum Wojska Polskiego w Warszawie
- Muzeum Orła Białego w Skarżysko-Kamiennej
  - BTR-152
  - BTR-152W
- Muzeum Wojska Polskiego w Warszawie
  - Park plenerowy przed siedzibą główną MWP – BTR-152W1
  - Muzeum Polskiej Techniki Wojskowej – BTR-152W
  - Muzeum Polskiej Techniki Wojskowej – BTR-152